# Broager Sparekasse Skansen
Broager Sparekasse Skansen, er en håndboldhal i Sønderborg, i Sønderjylland, som primært bruges til SønderjyskE herrehåndbolds hjemmekampe. Arenaen har en fast langside med 1000 siddepladser, samt en langside, som kan trækkes ud under håndboldkampe, ligeledes med 1000 pladser, så hallen i alt har 2000 siddepladser, inklusiv 200 ståpladser. Hallen blev opført i 2012 med henblik på at den skulle erstatte det gamle Dybbølhallerne, samt erstatte SønderjyskEs gamle hjemmebane, som var Humlehøjhallen. Hallens navn er et sponsoreret navn, da den lokale bank, Broager Sparekasse, har finansieret en stor del af hallens udgifter.

## Arrangementer
Første arrangement i hallen, var en testkamp mellem Danmarks herrehåndbold landshold og et udvalg SønderjyskE ligahold, som blev spillet i sommeren 2012.
Hallen har også lagt brædder til koncerter med blandt andet Nephew, og vil i fremtiden også få besøg af Rasmus Seebach Musicalen Midt om natten, og et "Tribute to ABBA" show.
Skansen var også en af to arenaer, hvor Dame-U19 EM blev afholdt. Og hvor tre af Danmarks kampe blev spillet, en endte med en 21-12 sejr over Kroatien, en anden med en 26-21 sejr over Tjekkiet og den tredje, med et 27-29 nederlag til Holland. Man lagde også gulv til et par mellemrundeopgør med andre hold end Danmark. Anden arena og værtsby, var TRE-FOR Arena i Kolding.
Der har også været afviklet én A-landskamp for de danske håndboldkvinder, da Rumænien blev besejret 23-22, i den første af 6 testkampe frem mod VM i håndbold 2013 (kvinder) i Serbien.
54°54′40″N 9°46′11″Ø / 54.9112°N 9.7697°Ø